# Afrixalus fornasini
Espèce
Synonymes
- Euchnemis fornasini Bianconi, 1849 "1848"
- Hyperolius bivittatus Peters, 1854
- Megalixalus fornasinii var. unicolor Boettger, 1913
- Megalixalus loveridgii Procter, 1920

Statut de conservation UICN

 LC  : Préoccupation mineure
Afrixalus fornasini est une espèce d'amphibiens de la famille des Hyperoliidae.

## Répartition
Cette espèce se rencontre entre 300 et 1 300 m d'altitude :
- dans l'est de l'Afrique du Sud dans le nord-est de la province de KwaZulu-Natal ;
- au Mozambique ;
- au Malawi ;
- dans l'Est du Zimbabwe ;
- dans l'Est et le Sud de la Tanzanie ;
- dans le Sud du Kenya.

Elle pourrait être présente au Swaziland.

## Étymologie
Cette espèce est nommée en l'honneur de Carlo Antonio Fornasini (1805-?).

## Publication originale
- Bianconi, 1849 "1848" : Alcune Nuove Specie di Rettili del Mozambico. Nuovi annali delle scienze naturali, Bologna, sér. 2, vol. 10, p. 106-109 (texte intégral).